# Cornelis Ryckwaert
Cornelis Ryckwaert, född omkring 1652 i Utrecht, Förenade Nederländerna; död 9 november 1693 i Küstrin, Kurfurstendömet Brandenburg, var en nederländsk byggmästare och ingenjör.
Han gick 1667 i tjänst hos kurfurst Fredrik Vilhelm av Brandenburg, vars nederländska gemål Lovisa Henrietta av Oranien-Nassau avled samma år, och utsågs till chef för fästningsbygget i Küstrin. Ryckwaert var en av många nederländska arkitekter, ingenjörer, konstnärer och hantverkare som kurfursteparet rekryterat till Brandenburg.
Ryckwaert slog sig ner i Küstrin, där han var bosatt fram till sin död. Han kom dock att anlitas för betydande projekt även i mer avlägsna regioner, framförallt det furstliga residensslottet i Zerbst, som dock först senare kom att färdigställas. Dessutom uppförde han Trinitatiskyrkan i Zerbst och Coswigs slott, även dessa för huset Anhalt-Zerbsts räkning. Lovisa Henriettas syster Henrietta Katarina av Anhalt-Dessau anlitade honom 1685 för att uppföra Oranienbaums slott i nuvarande Oranienbaum-Wörlitz. I östra Brandenburg arbetade han bland annat på Sonnenburgs slott, Schwedts slott, Junkerhaus i Frankfurt an der Oder och slottet i Gross Rietz.